# أرسلان محمد باشا
أرسلان محمد باشا (توفي سنة 1704) هو رجل دولة عثماني، كان واليًا على كل من طرابلس الشام (1694 ـ 1700، ثم 1702 ـ 1703) ودمشق (سنة 1701) وصيدا (1703 ـ 1704).